# 李·斯通
李·斯通〔Lee Stone〕（1968年1月12日—），本名「羅納德·L·羅斯」〔Ronald L. Rose〕  ，是一位異性戀色情片男演員。他強健的體格和柔韌又向下彎曲並無包皮的陰莖兩大特點是眾所周知的。
李自從在1999年《Intimate Expressions》  首次亮相來，出演的色情片已至1000部 。他現任的女友是克麗·M·杜德娜〔Keri M. Doudna〕，曾是一位色情片女星「阿麗亞」〔Aria〕；2004年以來，兩人就一直交往。

## 出演阿諾德州長
2003年，美國色情片編劇兼導演卡什·馬爾克曼〔 Cash Markman〕將加州州長競選故事改編為一部色情電影——《Mary Carey Woman Of The Year》。該電影中人物除了州長選舉候選人之一——色情片女星瑪麗·凱莉〔Mary Carey〕自己角色，還包括候選人阿諾德〔Arnold〕、現任副州長布斯塔門特〔Bustamante〕等角色。人物角色名稱而會將和原型人物本名相似，「阿諾德」和「布斯塔門特」兩角色名稱分別為「阿諾德州長」〔Governor Arnold〕、「布什利副州長」〔Lt. Governor Bushly〕，瑪麗在該片出演自己角色，而「布什利副州長」角色由色情片男星米克·霍納〔Mike Horner〕來出演，健壯的李出演「阿諾德州長」角色。

## AVN 頒獎名單
- 2001年度AVN頒獎——錄影類最佳群交場面《Whack Attack 8》
- 2002年度AVN頒獎——錄影類最佳雙人性愛場面《Filthy First Timers 29》
- 2003年度AVN頒獎——年度男演員
- 2003年度AVN頒獎——錄影類最佳性愛場面雙人《Up and Cummers 100》
- 2003年度AVN頒獎——錄影類最佳肛交場面《Where the Fuck's The G Spot?》
- 2005年度AVN頒獎——最佳肛交場面
- 2005年度AVN頒獎——電影類最佳群交場面
- 2006年度AVN頒獎——錄影類最佳肛交場面
- 2006年度AVN頒獎——最佳三人性愛場面
- 2007年度AVN頒獎——電影類最佳情侶性愛場面
- 2007年度AVN頒獎——最佳三人性愛場面

## 外部連結
嚴重警告：這些網站包含色情裸露照片，進入前請慎重考慮。
- （英文）李·斯通之電影下載